# Louis Davison
Louis Davison (* im August 1999 in Hammersmith, London als Louis Claude Moffett) ist ein britischer Theater- und Filmschauspieler.

## Leben
Davison ist der Sohn des Schauspielers Peter Davison und der Schauspielerin Elizabeth Heery. Sein Bruder ist der Schauspieler Joel James Davison, seine Halbschwester die Schauspielerin Georgia Moffett. Erste Erfahrungen mit dem Schauspiel machte er im Theaterkurs seiner Schule. Mit 14 Jahren begann er mit dem Theaterschauspiel. Er gehört zum Ensemble des The Orange Tree Youth Theatre und wirkte am National Theatre Connection’s festival mit.
2011 feierte er sein Filmdebüt im Kurzfilm Beached. 2013 folgte eine Besetzung in The Five(ish) Doctors Reboot, 2016 wirkte er als Statist in Die Insel der besonderen Kinder mit. Von 2016 bis 2017 spielte er in Holby City die Rolle des Parker Whitfield. 2018 spielte er in insgesamt sechs Episoden die Rolle des Geoffrey Charles in der Fernsehserie Poldark. 2019 war er in einer Episode der Fernsehserie The Reluctant Landlord zu sehen.

## Filmografie
- 2011: Beached (Kurzfilm)
- 2013: The Five(ish) Doctors Reboot (Fernsehfilm)
- 2016: Die Insel der besonderen Kinder (Miss Peregrine’s Home for Peculiar Children)
- 2016–2017: Holby City (Fernsehserie, 9 Episoden)
- 2018: Poldark (Fernsehserie, 6 Episoden)
- 2019: The Reluctant Landlord (Fernsehserie, Episode 2x02)
- 2020: Find me in Paris (Fernsehserie, 8 Episoden)
- 2022: Vikings: Valhalla (Fernsehserie, 6 Episoden)